# 210 (tal)
210 är det naturliga talet som följer 209 och som följs av 211.

## Inom vetenskapen
- 210 Isabella, en asteroid

## Inom matematiken
- 210 är ett jämnt tal.
- 210 är ett sammansatt tal.
- 210 är det 20:e triangeltalet.
- 210 är det 12:e pentagontalet.
- 210 är det första 71-gontalet.
- 210 är produkten av de fyra första primtalen.
- 210 är summan av åtta primtal som kommer efter varandra: 13 + 17 + 19 + 23 + 29 + 31 + 37 + 41 = 210).
- 210 är ett rektangeltal.
- 210 är ett mycket ymnigt tal.
- 210 är ett Praktiskt tal.